# Gompholobium gompholobioides
Gompholobium gompholobioides är en ärtväxtart som först beskrevs av Ferdinand von Mueller, och fick sitt nu gällande namn av Michael Douglas Crisp. Gompholobium gompholobioides ingår i släktet Gompholobium och familjen ärtväxter. Inga underarter finns listade i Catalogue of Life.